# Wolfgang von Trips
Wolfgang Alexander Albert Eduard Maximilian reichsgraf Berghe von Trips (ur. 4 maja 1928 w Kolonii, zm. 10 września 1961 w Monzy) – niemiecki kierowca wyścigowy.

## Życiorys
Był hrabią reprezentującym zespół Ferrari, w którym zadebiutował w Grand Prix Włoch na torze Monza w 1956 roku. W 1960 roku został pierwszym kierowcą włoskiego teamu. Jako pierwszy zastosował silnik umieszczony centralnie. Ogółem wystartował w 29 wyścigach Grand Prix z czego dwa razy wygrał, sześciokrotnie stawał na podium i raz zdobył pierwsze pole startowe. Podczas swojej kariery reprezentował zespoły Ferrari, Porsche oraz Scuderia Centro Sud. Zginął w wypadku na torze Monza. W wyniku zderzenia z bolidem Jima Clarka jego bolid wjechał we wzgórze, na którym stali kibice zabijając na miejscu 15 z nich, kilka razy przekoziołkował w powietrzu, z dużym impetem wyrzucając kierowcę a ten głową uderzył w ziemię i niemal natychmiastowo zginął w w wskutek złamania kręgów szyjnych (karku). Poza ofiarami śmiertelnymi 60 innych kibiców zostało rannych.

## Wyniki w Formule 1
| Legenda oznaczeń w tabelach wyników Wyświetl szablon na nowej stronie | Legenda oznaczeń w tabelach wyników Wyświetl szablon na nowej stronie                                                                     |
| Oznaczenie                                                            | Wyjaśnienie |
| --------------------------------------------------------------------- | --- |
| Złoty                                                                 | Zwycięzca lub mistrzostwo |
| Srebrny                                                               | 2. miejsce lub wicemistrzostwo |
| Brązowy                                                               | 3. miejsce lub II wicemistrzostwo |
| Zielony                                                               | Ukończył, punktował (w klasyfikacji generalnej, gdy zdobył co najmniej jeden punkt na przestrzeni sezonu, poza trzema powyższymi opcjami) |
| Niebieski                                                             | Ukończył, nie punktował (w klasyfikacji generalnej, gdy nie zdobył co najmniej jednego punktu na przestrzeni sezonu)                      |
| Czerwony                                                              | Nie zakwalifikował się (NZ) |
| Czerwony                                                              | Nie prekwalifikował się (NPK) |
| Różowy                                                                | Nie ukończył (NU) |
| Różowy                                                                | Niesklasyfikowany (NS) (w klasyfikacji generalnej, gdy nie został sklasyfikowany w żadnym wyścigu sezonu)                                 |
| Czarny                                                                | Zdyskwalifikowany (DK) |
| Czarny                                                                | Wykluczony (WYK/EX) |
| Biały                                                                 | Nie wystartował (NW) |
| Biały                                                                 | Kontuzjowany (K/INJ) |
| Biały                                                                 | Wyścig odwołany (OD/C) |
| Bez koloru                                                            | Został wycofany (WYC/WD) |
| Bez koloru                                                            | Nie przybył (NP/DNA) |
| Bez koloru                                                            | Nie brał udziału w treningach (NT/DNP) |
| Bez koloru                                                            | Nie został zgłoszony (–) |
| Pogrubienie                                                           | Start z pole position |
| Kursywa                                                               | Najszybsze okrążenie wyścigu |
| †                                                                     | Nie ukończył, ale jego rezultat został zaliczony ze względu na przejechanie więcej niż 90% dystansu wyścigu.                              |
| *                                                                     | Sezon w trakcie |
| 1/2/3                                                                 | Punktowana pozycja w sprincie |
| Lista systemów punktacji Formuły 1                                    | |

| Sezon | Zespół                | Podwozie            | Silnik      | 1      | 2       | 3     | 4      | 5      | 6      | 7      | 8      | 9     | 10     | 11  | Pozycja | Punkty |
| ----- | --------------------- | ------------------- | ----------- | ------ | ------- | ----- | ------ | ------ | ------ | ------ | ------ | ----- | ------ | --- | ------- | ------ |
| 1956  | Scuderia Ferrari      | Lancia-Ferrari D50  | Ferrari V8  | ARG    | MON     | 500   | BEL    | FRA    | GBR    | GER    | ITA NW |       |        |     | NS      | 0      |
| 1957  | Scuderia Ferrari      | Lancia-Ferrari D50A | Ferrari V8  | ARG 6* |         |       |        |        |        |        |        |       |        |     | 14      | 4      |
| 1957  | Scuderia Ferrari      | Ferrari 801         | Ferrari V8  |        | MON NU† | 500   | FRA    | GBR    | GER    | PES    | ITA 3  |       |        |     | 14      | 4      |
| 1958  | Scuderia Ferrari      | Ferrari 246 F1      | Ferrari V6  | ARG    | MON NU  | NED   | 500    | BEL    | FRA 3  | GBR NU | GER 4  | POR 5 | ITA NU | MOR | 11      | 9      |
| 1959  | Dr Ing hcf Porsche KG | Porsche 718 F2      | Porsche B4  | MON NU | 500     | NED   | FRA    | GBR    | GER NW | POR    | ITA    |       |        |     | NS      | 0      |
| 1959  | Scuderia Ferrari      | Ferrari 246 F1      | Ferrari V6  |        |         |       |        |        |        |        |        | USA 6 |        |     | NS      | 0      |
| 1960  | Scuderia Ferrari      | Ferrari 246 F1      | Ferrari V6  | ARG 5  | MON 8   | 500   | NED 5  | BEL NU | FRA 11 | GBR 6  | POR 4  |       |        |     | 7       | 10     |
| 1960  | Scuderia Ferrari      | Ferrari 246P F2     | Ferrari V6  |        |         |       |        |        |        |        |        | ITA 5 |        |     | 7       | 10     |
| 1960  | Scuderia Centro Sud   | Cooper T51          | Maserati R4 |        |         |       |        |        |        |        |        |       | USA 9  |     | 7       | 10     |
| 1961  | Scuderia Ferrari      | Ferrari 156 F1      | Ferrari V6  | MON 4  | NED 1   | BEL 2 | FRA NU | GBR 1  | GER 2  | ITA NU | USA    |       |        |     | 2       | 33     |

* Samochód dzielony z Cesare Pedrisą i Peterem Collinsem
† Samochód dzielony z Mikiem Hawthornem

### Podsumowanie startów
| Ważne wyścigi          | Ważne wyścigi                  |
| ---------------------- | ------------------------------ |
| Debiut                 | Grand Prix Argentyny 1957 (#1) |
| Pierwsze pole position | Grand Prix Włoch 1961 (#27)    |
| Pierwsze punkty        | Grand Prix Włoch 1957 (#3)     |
| Pierwsze podium        | Grand Prix Włoch 1957 (#3)     |
| Pierwsze zwycięstwo    | Grand Prix Holandii 1961 (#22) |
| Ostatni                | Grand Prix Włoch 1961 (#27)    |
| Najwyższe pozycje      |                                |
| Kwalifikacje           | 1                              |
| Wyścig                 | 1                              |